# Johann Heinrich Sutermeister
Johann (Hans) Heinrich Sutermeister (* 26. April 1733; † 22. Mai 1802) war ein Schweizer Glockengiesser und Ratsherr.
Sutermeister war Sohn des Glockengiessers Daniel Sutermeister, Bruder des Glockengiessers und Ratsherrn Johann Konrad Sutermeister und Onkel des Glockengiessers Samuel Hieronymus Sutermeister.
Johann Heinrich Sutermeister heiratete zunächst Maria Katharina Rychner. Er goss alleine Glocken in Zofingen, und danach zog er nach Aarau, wo er mit Johann Heinrich Bär Glocken goss. Nach dessen Ableben heiratete er dessen Witwe und zog zurück nach Zofingen und hatte mit ihr eine Tochter und zwei Söhne. Er goss Glocken mit seinem Bruder Johann Konrad Sutermeister und mit Daniel Kuhn. Alleine goss er Glocken 1774 für Schwarzenbach bei Sursee, 1776 für Kapellen in Sursee und 1777 für eine Kapelle in Ruswil. Er goss auch etwa 18 Glocken in derselben Region mit seinem Neffen Samuel Hieronymus Sutermeister, der später das Geschäft übernahm.
Der Märchensammler Otto Sutermeister (1832–1901) war ein Urenkel von Johann Heinrich Sutermeister.